# KJ Apa
Keneti James Fitzgerald Apa, més conegut com a KJ Apa   (Auckland, 17 de juny de 1997) és un actor, cantant i pintor neozelandès. Se'l coneix pel seu rol de Kane Jenkins a Shortland Street i sobretot per la seva interpretació d'Archie Andrews a la sèrie Riverdale.

## Biografia
K.J. Apa va néixer a la capital neozelandesa el 1997, tercer fill de Keneti i Tessa Apa (nascuda Callander). D'origen samoà per son pare, té dues germanes grans, Arieta i Timēna. Quan el seu avi va morir el 2012, son pare va heretar del títol, "Tupa'i", de cap del seu poble samoà, i aleshores Keneti es va fer un tatuatge a l'espatlla per a honorar la seva memòria. També és el nebot de l'ex-jugador i entrenador de rugby, Michael Jones.
Va estudiar al King's College d'Auckland abans de dirigir-se cap a una carrera d'actor. Del 2013 al 2015, Apa va interpretar el paper de Kane Jenkins a la sèrie neozelandesa Shortland Street. La revelació internacional es produí a partir del 2016 quan va obtenir el rol d'Archie Andrews per a la sèrie dramàtica de CW Riverdale. El 2017, mateix any d'estrena de la sèrie, va iniciar una carrera al món cinematogràfic amb la comèdia dramàtica A Dog's Purpose.
El 2019, Apa apareix com a Griffin a la pel·lícula del canal Netflix The Last Summer, que va sortir el 3 de maig d'aquest any.